# 유귀비 가리엽특씨
유귀비 가리엽특씨 (愉貴妃 珂里葉特氏, 1714년 6월 15일 ~ 1792년 7월 9일) 해씨, 해가씨, 가리엽특씨라고도 한다. 몽골양람기 기인. 남원해자인. 원외랑 엘지투의 딸. 건륭제의 추봉귀비이다.

## 어린 시절
강희 53년 5월 4일 (1714년 6월 15일)에 태어났다. 옹정 5년(1727년)에 황제의 넷째 아들 홍력은 결혼 전이었는데, 격격이 8~9명이 있었다. 그 중 한명으로 추측된다.
옹정 13년 9월 3일 (1735년 10월 18일), 옹정제의 넷째 아들인 보친왕 홍력이 건륭제로 즉위했고, 그 해 9월 24일 해씨는 건륭제 잠저생활의 측복진, 격격과 함께 봉해졌고, 해씨는 해상재로 봉해졌다.
건륭 2년 11월 24일 (1738년 1월 13일), 해상재는 장상재과 함께 진봉되어 해귀인으로 불렸다.
건륭 6년 2월 7일 (1741년 3월 23일), 축시에 해귀인이 산파 왕씨, 진씨의 도움을 받아 5황자 영기를 출산하였고, 같은 해 2월 13일 경황태후의 뜻을 받아 해귀인을 유빈으로 봉하고, 같은 해 11월에 유빈 책봉례를 했다.
건륭 10년 정월 23일, 유빈은 다른 비빈들과 함께 유비로 진봉하였고, 3월 3일에 《옹화궁만문문서번역편》에 영화궁 유비가 제후 등을 따라 혜현황귀비의 금관정령인 육계도 빈궁으로 갔고, 유비는 순귀비와 같은 마차를 타고 육계도로 향했다고 기록돼있다. 유비 휘하에는 여섯명의 태감이 따라다니며 말 5필을 썼다. 유빈은 유비로 진봉되고, 아직 책봉례도 하지 않았으며, 위하에는 수령인 태감이 몇명 배치 되지 않았으며, 일반 태감도 후빈의 예에 따라 배치되었다.
건륭 10년 11월 17일, 대학사 찰량아를 정사로 하고, 예부 좌시랑 목화림을 부사로 하여, 유비책봉례를 거행했다.
건륭 24년 11월 13일, 광저사의 매년 황태우 등위 금선에 공진하는 기록물은 유비가 경빈 등과 같이 금실 6개를 누렸다고 기록되어있다. 건륭 28년 5월 4일, 유비의 50세 천추축제에서 건륭제는 모두 후궁의 처우에만 의지하여 은 3백냥을 하사했다.
건륭 28년 5월 5일, 원명원 구주청연전에 불이나, 유비의 아들 영기가 몸소 건륭제를 등에 업고 위험에서 벗어났다. 이틑날, 상녕시지상유비도금 아치꽃은 박스 2면, 화이트 에나멜 다이얼 2핀 시계 1개와 도금 올리브색 매화줄을 하사했다.
건륭 29년 3월 22일, 유비 휘하에 있는 여인에게 나상재로 봉했다.

## 말기 생애
건륭 46년 윤5월 6일, 유비의 손녀이자, 건륭제의 5황자 영기의 장녀가 사망하자, 건륭제는 4황자 영성의 딸을 5황자의 사위에게 시집을 보내고, 이 격격을 궁으로 데려와 단칙문 옆 집에 살게하고, 유비와 영기의 적복진인 서림각라씨에게도 가서 보살비라고 명하였다.
건륭 57년 5월 21일 (1792년 7월 9일) 유비가 영화궁에서 78세의 나이로 별세하여, 47년동안 비의 자리를 지켰다. 이후, 길안소에서 정령되고, 그 해 5월 23일 건륭제가 유귀비로 추존하여 귀비의 예로 장례를 치르도록 하였는데, 이의 대한 예의는 경귀비와 같았다. 유비 해씨의 장례는 귀비의 예에 따르지만 기록물을 보면 일찍 사망한 흔귀비, 경귀비의 장례에 비해 크게 뒤떨어진다. 또한 건륭제가 지목한 입효자 명단에는 영기의 적복진인 서림각라씨도 오지않았고, 유비의 친손자인 면의도 오지않아 알려지지 않았다.
건륭 57년 5월 27일, 인시에 유귀비 금관이 길안소에서 정안장의 빈궁으로 옮겨졌다. 유귀비의 초제례는 같은 해 6월 2일, 대제례는 6월 12일에 거행되어 문치제를 함께 읽으며, 승제인은 17황자 영린, 예부시랑 철보이다.
건륭 58년 10월 12일, 유귀비의 금관은 정안장 장례식장에서 동릉 승수욕 순혜황귀비의 원침으로 보내졌다. 그 해 10월 20일 유름비원침 두번째 줄에 봉안한 유비귀 금관은 서쪽으로 2번째 침권을 받았다.

## 유귀비가 나온 영상매체
| 년도 | 제목       | 배우   | 극 중 이름      | 극 중 호칭                   |
| ---- | ---------- | ------ | --------------- | ---------------------------- |
| 2011 | 신황제의딸 | 장경녕 | 가리엽특씨      | 유비                         |
| 2018 | 연희공략   | 련련   | 가리엽특씨 아연 | 유귀인 → 유빈 → 유비         |
| 2018 | 여의전     | 장균녕 | 가리엽특씨 해란 | 해상재 → 해귀인 → 유빈 →유비 |

## 같이 보기
- 입팔분공